# Elementary OS
elementary OS 是一个基于 Ubuntu 的桌面 Linux 发行版，采用其独有的、基于 GNOME 的桌面环境 PantheonPantheon 的设计注重简洁、美观和易用性，深度集成了一系列 elementary OS 提供的应用程序，包括Plank（一个轻量级的 Dock) 、GNOME Web（默认网页浏览器）和Code（一个简单的文本编辑器）。此外，发行版使用 Gala 作为窗口管理器，这是一种基于 Mutter 的解决方案。。
elementary OS 最初起源于为 Ubuntu 开发的一组主题和应用程序，逐渐发展为独立的 Linux 发行版。。由于其基于 Ubuntu 的特性，elementary OS 完全兼容 Ubuntu 的软件仓库和软件包，并使用定制化的软件中心（AppCenter （页面存档备份，存于））来管理软件的安装和卸载。相比传统的 GNOME 软件中心，AppCenter 旨在提供更高的性能，并为用户推荐专注于质量的应用程序。
这个发行版的用户界面以简洁和直观为核心设计理念，许多用户认为其类似 macOS 的风格可以帮助新用户快速上手。elementary OS 定期更新，以提供最新的功能和安全补丁。近年来，该发行版因其关注用户体验和设计美学而受到广泛关注，但也因其功能性限制而存在不同的评价。
elementary OS 目前由其官方团队和社区共同维护，并通过用户捐赠支持开发。对于寻求兼具美观和简洁的 Linux 桌面用户来说，它仍然是一种受欢迎的选择。

## 特点
elementary OS默认安装了以下应用程序。
- Phanteon Greeter：基于LightDM的会话管理器。
- Gala：窗口管理器。
- WingPanel：上面板，类似于Ubuntu的Unity和GNOME Shell的上面板。
- Slingshot：WingPanel中的应用程序启动器。
- Plank：基于Docky的Dock。
- Switchboard：设置应用程序（或控制面板）。
- Epiphany：基于WebKit的轻量级网页浏览器。
- Pantheon Mail:：电子邮件客户端，基于WebKitGTK使用Vala语言编写。
- Calendar：桌面日历。
- Music：音频播放器。
- Code：简单的文本编辑器。
- Pantheon Terminal：终端模拟器。
- Pantheon Files: 文件管理器。

## 安装
elementary OS作为一个LiveCD版本发行，允许用户不需要安装就可以试用此系统。安装程序是Ubiquity——Ubuntu及其继承版本的默认安装程序。

## 版本

### 0.1 Jupiter
elementary OS的第一个，同时也是在2013年以前唯一的稳定版本是Jupiter，于2011年3月发布，基于Ubuntu 10.10。从2012年10月开始停止支持，并且在elementary OS的官方网站上也仅出现在历史版本下载中。

### 0.2 Luna

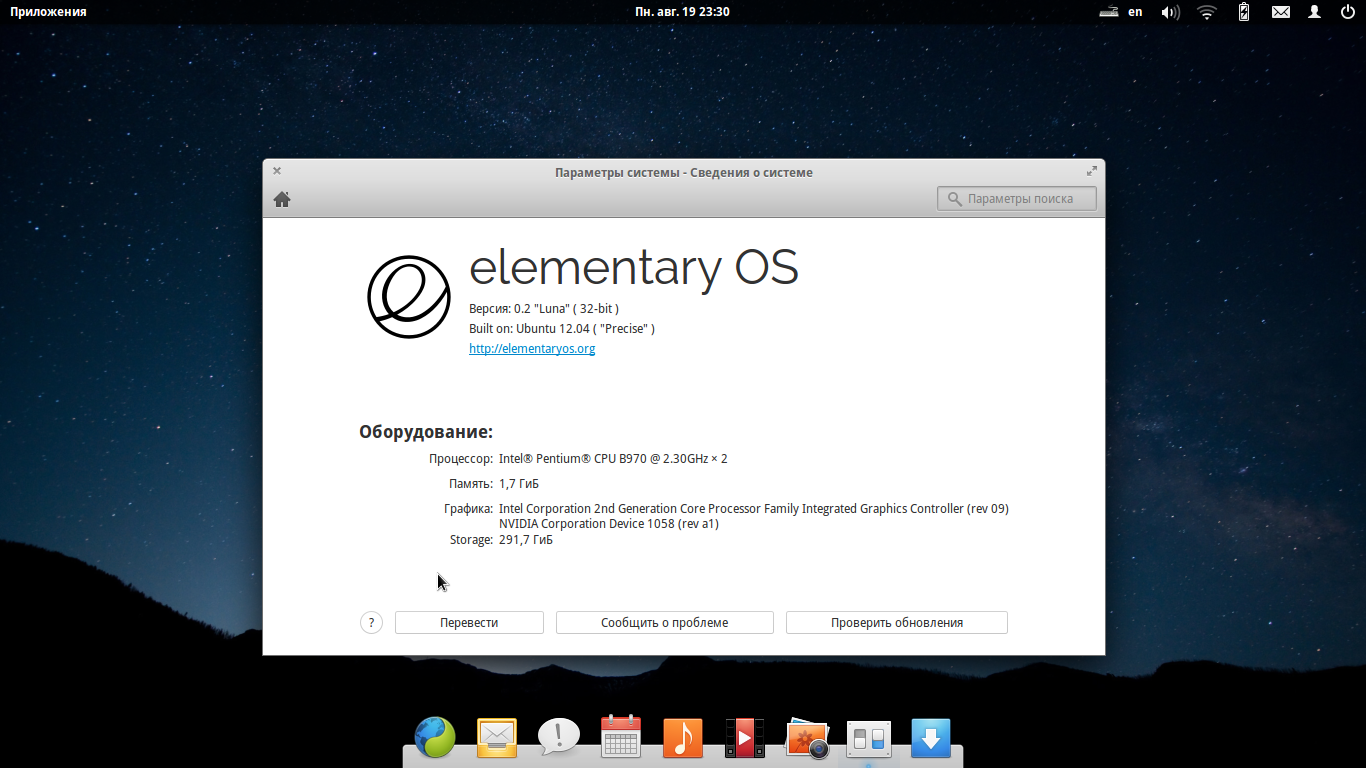
elementary OS 0.2 "Luna"

2012年11月，代号为Luna的第一个beta版本发布，它使用Ubuntu 12.04 LTS作为基础版本。第二个beta版本于2013年5月发布。
elementary OS的第二个稳定版本Luna在2013年8月发布，同时elementary OS网站也经过了重新设计。

### 0.3 Freya

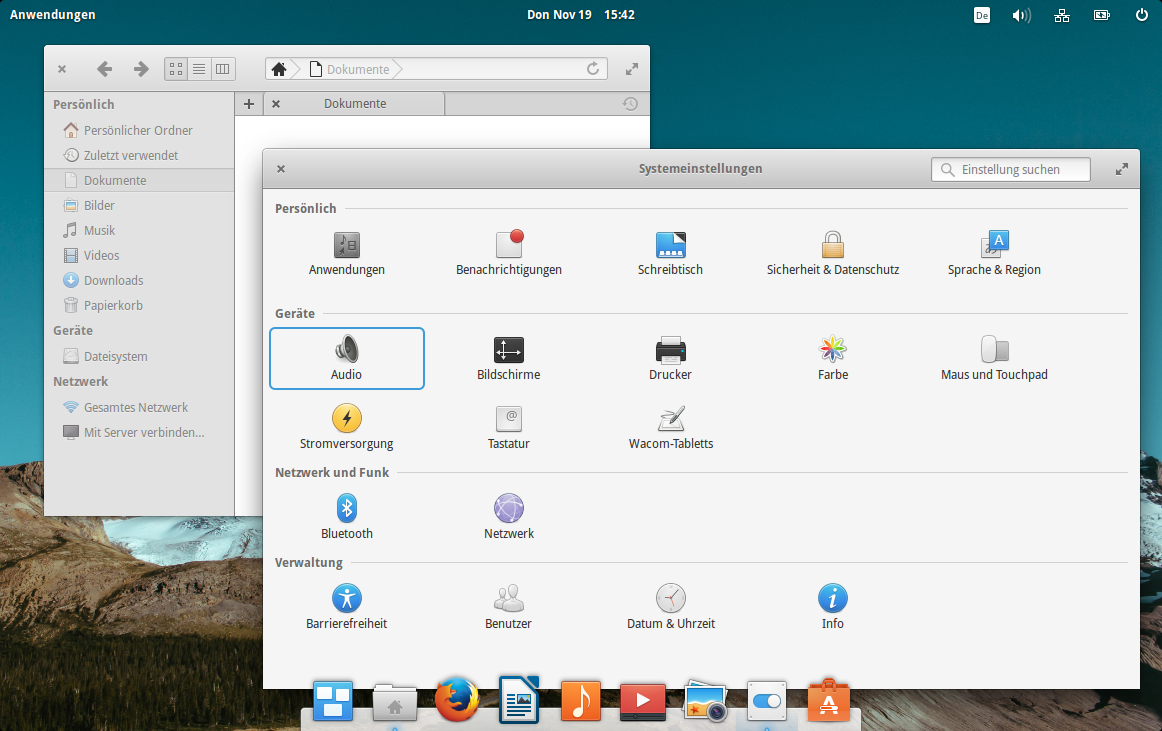
elementary OS 0.3 "Freya"

2014年8月，代號為Freya的第一個beta版本發佈，其基於2014年4月发布的Ubuntu 14.04 LTS進行開發，原先代號為Isis，但其開發者為了避免與伊斯兰国的英文簡稱相衝突而給人們帶來不好的印象，故改名為Freya。Freya的第二个beta版本于2015年2月8日发布。
elementary OS的第三個穩定版本Freya於2015年4月釋出，其網站也再度重新設計。
2015年，elementary OS开发者重新设计了官网的下载页面，用户下载当前的稳定版前，需要输入任意的金额并支付。尽管用户可以将金额设置为0以免费下载，但还是引发了争议，因为这种做法通常被认为不符合FOSS的发行理念。而elementary OS的开发团队则声称“约99.875%的用户都是不付费下载的”，这种做法是为了确保发行版持续发展的需要。
2016年初，Linux.com在对Linux各个发行版的评测中，给予了elementary OS“最好看的发行版”的评价。

### 0.4 Loki

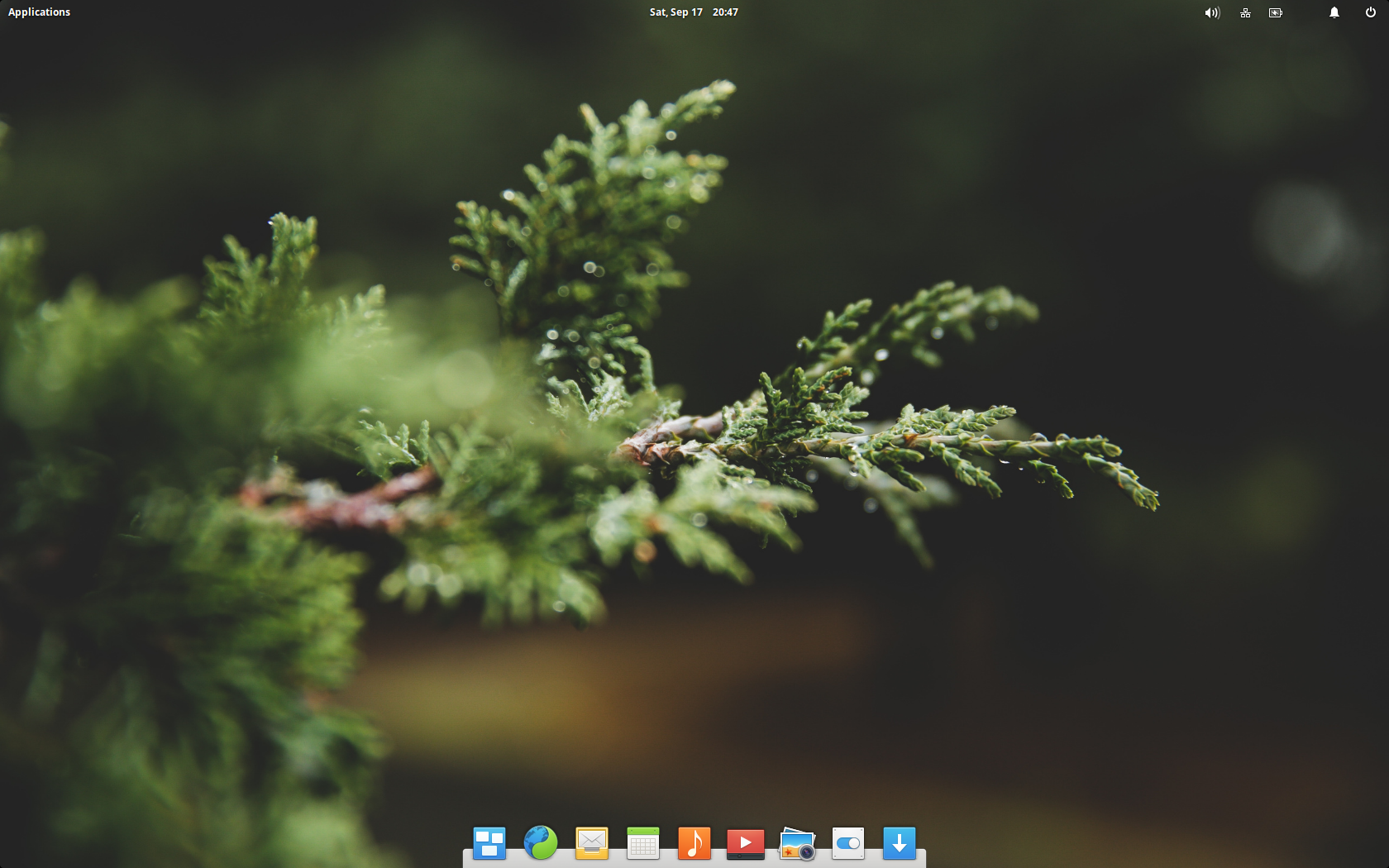
elementary OS 0.4 "Loki"

2016年6月，代號為Loki的第一個beta版本發佈，其基於Ubuntu 16.04 LTS進行開發。
Loki改进了通知功能，允许用户根据自己的偏好调整每个应用通知的形式，并支持显示通知中的信息——比如邮件的标题，而不是一般的提醒；Loki将默认的浏览器程序更换成性能更好、基于WebKit2的Epiphany；开发Geary邮件客户端的Yorba基金会解散后，elementary OS的开发将该项目分叉为“Mail”，并改进了其GUI和内部功能。在新版的“日历”程序中，用户在创建事件时可以在“标题”栏上使用自然语言描述事件，日历程序在创建事件时对其进行解释并将其放入相应的字段中；该版本还加入了自己的应用商店“应用中心”，简化了程序的安装和更新。

### 5.0 Juno

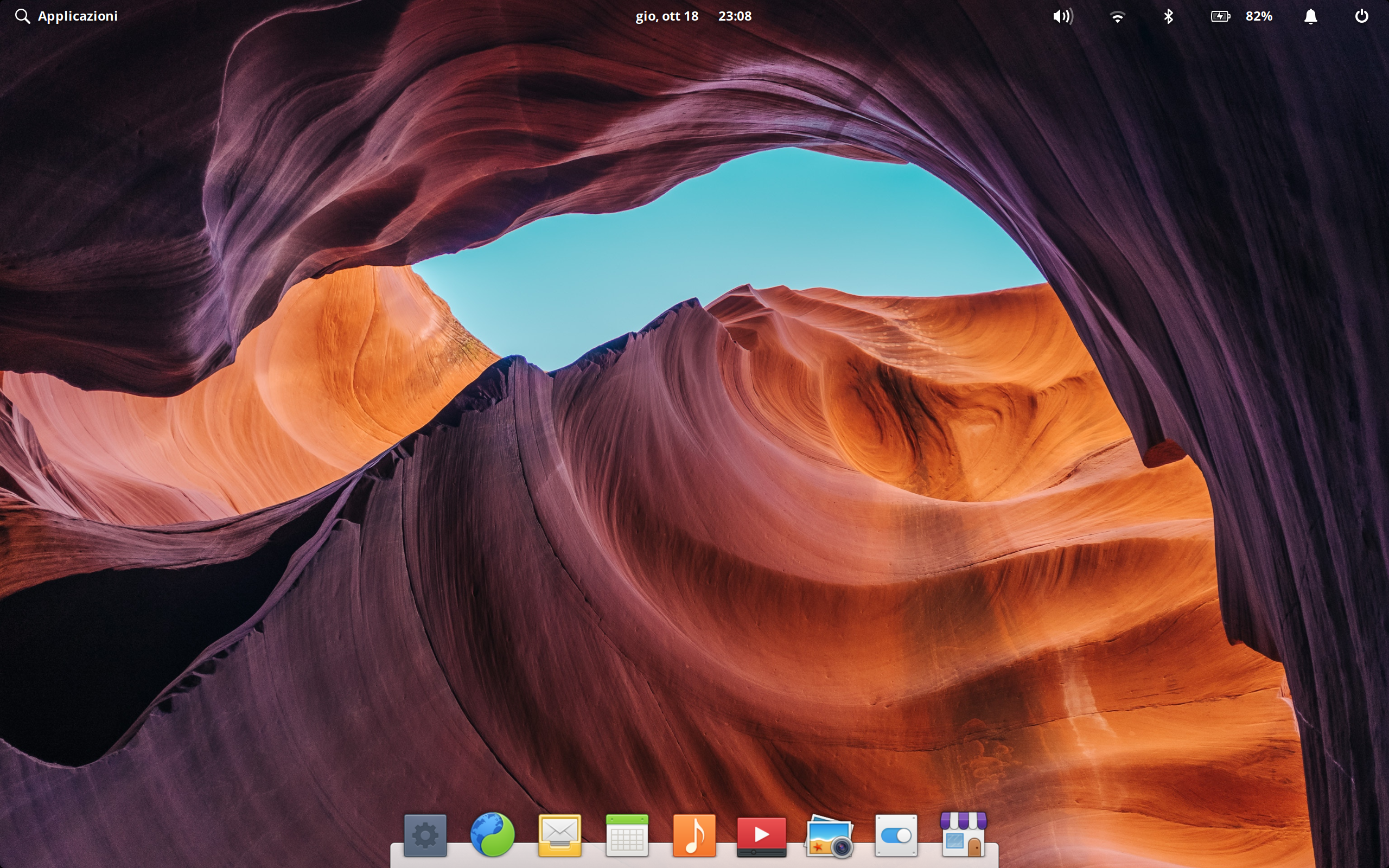
elementary OS 5.0 "Juno"

2018年10月17號，基於Ubuntu 18.04 LTS的Juno 5.0 版本發佈。
该版本中，应用中心新增了“随你付”功能，用户下载应用前可以选择支付任意数目的金额；新增了“夜灯”功能，该功能在夜间时能自动将屏幕色温调整为暖色，以减少用户的视觉疲劳；新增定期清理的功能，该功能可以在给定的时间间隔后清除已被移入回收站的文件以及临时文件。
截止到2018年11月，Juno版本的下载量已经超过16万次，其中有1%的人选择了付费下载（其中10元是最常见的金额，其次为1元）。
2019年10月，更新后的Juno版本开始支持Flatpak。

### 5.1 Hera
2019年12月3日，基于Ubuntu 18.04 LTS的Hera 5.1版本发布。

### 6.0 Odin

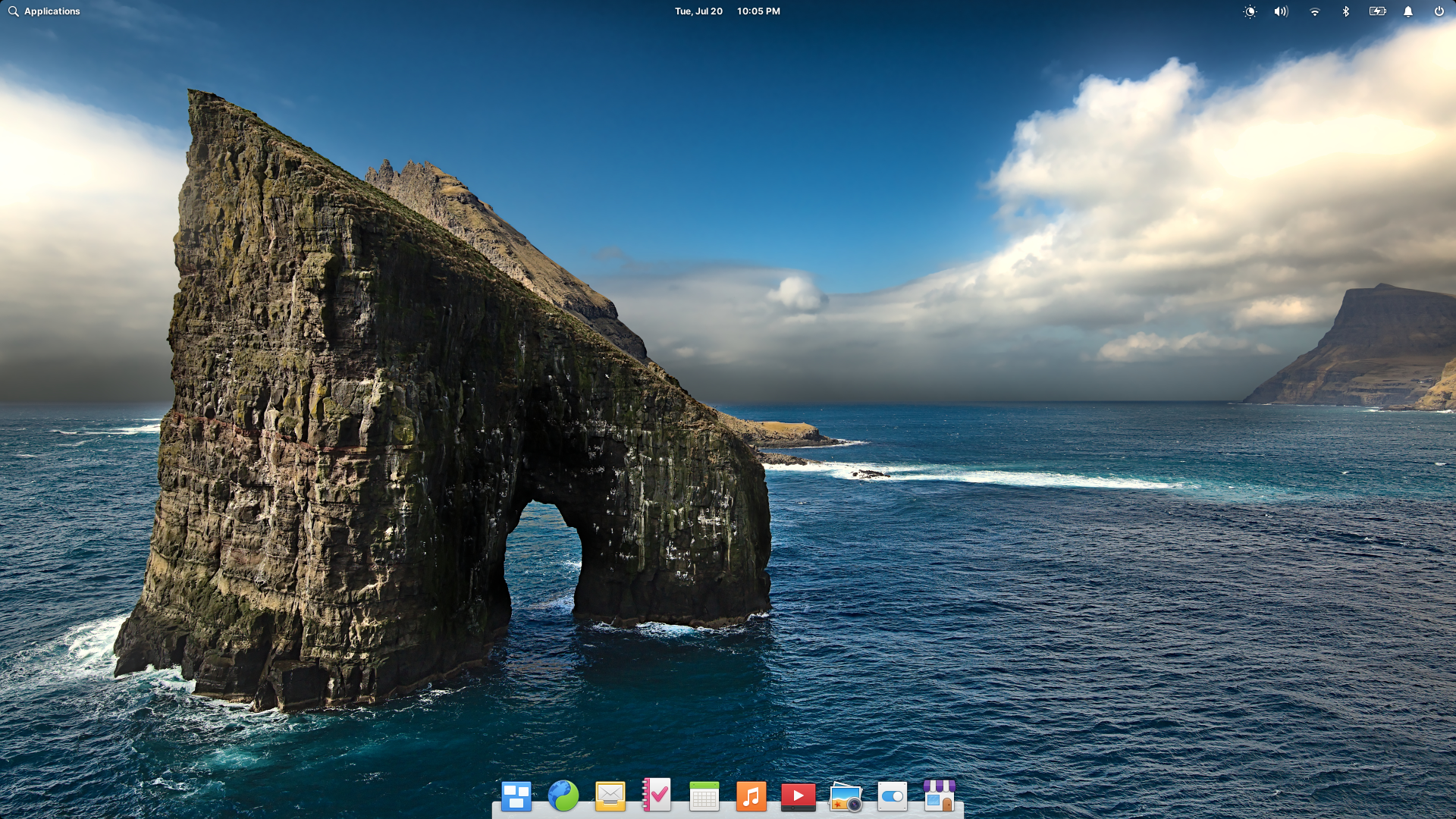
elementary OS 6.0 "Odin"

2021年8月10日，elementary OS 6.0發佈，代號為“Odin”，以5.1 Hera為基礎，包括深色風格和更改主題色等新功能，改進的通知處理和新的通知中心，分別用於電子郵件和日曆的IMAP和CalDAV等內容的線上帳戶，用於應用程式切換的多點觸控手勢和多個桌面， 全新的安裝程式和韌體更新程式等。

### 7.0 Horus
2023年1月31日，elementary OS 7.0發佈。在三个地方有改进改进应用获取体验，增强用户功能与设置，升级开发者平台。

### 8.0 Circe
elementary OS 8.0 于 2024 年 11 月 26 日发布，是基于 Ubuntu 24.04 LTS 的重要更新，带来了以下主要改进：
1. 全新安全会话[27]：引入了基于 Wayland 的安全会话功能，加强了对应用程序权限的管理，并提升了用户隐私保护能力。
2. 重新设计的 Dock[28]：全新的 Dock 提供了更直观的窗口管理和多任务处理体验，优化了用户操作的效率。
3. 默认集成 PipeWire[29]：作为默认的媒体服务器，PipeWire 取代了传统的音频和视频处理工具，显著改善了系统的多媒体性能。
4. AppCenter 更新[30]：新增对 Flathub 的完整支持，进一步扩大了应用选择范围，同时允许开发者通过平台接受用户捐助，从而鼓励开发生态的发展。
5. 用户界面改进：引入了更多视觉效果和可访问性设置，包括增强的对比度模式和全新的系统字体设计，进一步提升了整体用户体验。

### elementary OS各版本的汇总表
| 版本  | 代号    | 发布时间       | 基础               |
| ----- | ------- | -------------- | ------------------ |
| 0.1   | Jupiter | 2011年3月31日  | Ubuntu 10.10       |
| 0.2   | Luna    | 2013年8月10日  | Ubuntu 12.04 LTS   |
| 0.3   | Freya   | 2015年4月11日  | Ubuntu 14.04 LTS   |
| 0.3.1 | Freya   | 2015年9月3日   | Ubuntu 14.04 LTS   |
| 0.3.2 | Freya   | 2015年12月9日  | Ubuntu 14.04 LTS   |
| 0.4   | Loki    | 2016年9月9日   | Ubuntu 16.04 LTS   |
| 0.4.1 | Loki    | 2017年5月17日  | Ubuntu 16.04.2 LTS |
| 5.0   | Juno    | 2018年10月16日 | Ubuntu 18.04 LTS   |
| 5.1   | Hera    | 2019年12月3日  | Ubuntu 18.04 LTS   |
| 6.0   | Odin¹   | 2021年8月10日  | Ubuntu 20.04 LTS   |
| 6.1   | Jólnir  | 2021年12月20日 | Ubuntu 20.04 LTS   |
| 7.0   | Horus   | 2023年1月31日  | Ubuntu 22.04 LTS   |
| 8.0   | Circe   | 2024年11月26日 | Ubuntu 24.04 LTS   |

来源:¹ - https://github.com/elementary/wallpapers/pull/94/files （页面存档备份，存于）